# Thomas-François de Grace
Thomas-François de Grace, né en 1713 à Paris et mort le 28 novembre 1798 à Paris, est un économiste et un agronome français.

## Biographie
Thomas-François de Garce est le fils d’un capitaine au régiment irlandais de Clare, et il sert quelque temps dans le même corps. N’ayant aucun goût pour l’état militaire, il donne sa démission, vient s’établir à Paris, et y ouvre une école particulière, où il enseigne presque toute sa vie. L’historien et linguiste Nicolas Fréret (1688-1749) lui fait obtenir la place de sous-secrétaire de l’Académie des Inscriptions.
Après avoir rempli ses devoirs, il partage ses loisirs entre l’étude et la culture des fleurs. La révolution trouble sa tranquillité ; elle le prive de sa place au moment où il allait obtenir la pension de retraite, prix de 44 années d’assiduité et de zèle dans l’exercice de ses fonctions. Les membres de l’académie viennent d’abord à son secours, mais, à l’époque de leur dispersion, il tombe dans l’indigence. Il perd la vue dans le même temps, et aurait succombé si le ministre de l’Intérieur, instruit de sa position, ne lui eût fait payer une gratification annuelle, à titre d’ancien censeur.

## Publications et travaux divers
- Introduction à l’histoire générale de l’univers de Puffendorf, nouvelle édition par De Grace, 1753-1759, 8 vol. in-4°
- Lettre sur l’origine de la monarchie française (Mercure de mai 1765)
- École d’Agriculture pratique sur les principes de M. Sarcey de Sutières, ancien Gentilhomme Servant, & de la Société d’Agriculture de Paris, Paris : chez Knapen et Delaguette, 1770, in-12, 328 p. ; Paris : chez Knapen, 1772, in-12 ; Paris : Meurant, 1796, in-12, 307 p. ; 1799, in-12
- Almanach du bon jardinier (commencé par Alletz en 1754, continué par de Grace de 1783 à 1796, in-12)
- Principes de la langue française, Paris, 1789, in-12
- Tableaux historiques et chronologiques de l’histoire ancienne et du moyen âge…, Paris : 1789, in-8°

De décembre 1766 à mai 1770, il dirige le Journal de l’agriculture, du commerce et des finances, qui sert de supplément à la Gazette de Commerce, hostile aux économistes à partir de 1766, après avoir été l’organe de l’école de Quesnay, avant d’être de nouveau libéral et favorable aux économistes, depuis 1770. Il a fourni un grand nombre d’articles pour le Journal de Verdun, le Journal de Médecine, et il a été le principal rédacteur de la Gazette d’agriculture, commerce, arts et finances, son directeur du 21 septembre 1765 au début du mois de mai 1770.

## Sources
- Louis-Gabriel Michaud, Biographie universelle, ancienne et moderne, 1817, tome XVIII, p. 248-249
- Florian Reynaud, Les bêtes à cornes (ou l'élevage bovin) dans la littérature agronomique de 1700 à 1850, Caen, thèse de doctorat en histoire, 2009, annexe 2 (publications)